# 狭域スペクトル抗生物質
狭域スペクトル抗生物質（きょういきスペクトルこうせいぶっしつ、英：Narrow-spectrum antibiotic）は限られた菌種しか殺菌また阻害できない抗生物質である。狭域スペクトル抗生物質の例としては、フィダキソマイシンやサレサイクリンがある。

## 利点
- 狭域スペクトル抗生物質は、不要な（つまり病気を起こす）細菌だけを殺菌するか阻害することができる。そのため、有益な細菌のほとんどは影響を受けず、微生物叢への付随的な傷害を最小限に抑えることができる[2][3]。
- 細菌の耐性獲得の傾向が低い[4]。

## 欠点
多くの場合、病気の原因となっている細菌の正確な種は不明であり、その場合、狭域スペクトル抗生物質は使用できず、代わりに広域スペクトル抗生物質が使用される。病気の原因となっている細菌の正確な種を特定するためには、臨床微生物学研究室で抗菌薬感受性試験のために臨床検体を採取する必要がある。